# Liste der Bischöfe von Lavant

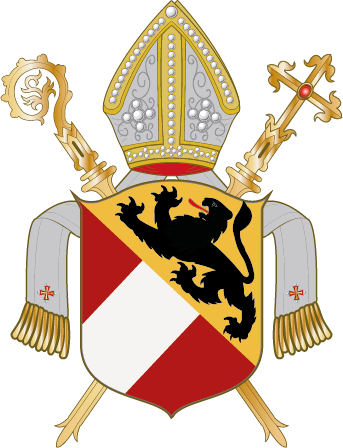
Wappen des Bistums Lavant

Die folgenden Personen waren Bischöfe und Fürstbischöfe des Bistums Lavant bzw. Bischöfe und ab 2006 Erzbischöfe von Maribor:
- Ulrich von Haus (1228–1257)
- Karl von Friesach (1257–1260)
- Otto von Mörnstein (1260–1264)
- Almerich Grafendorfer (1265–1267)
- Herbord (1267–1275)
- Gerhard von Ennstal (1275–1284)

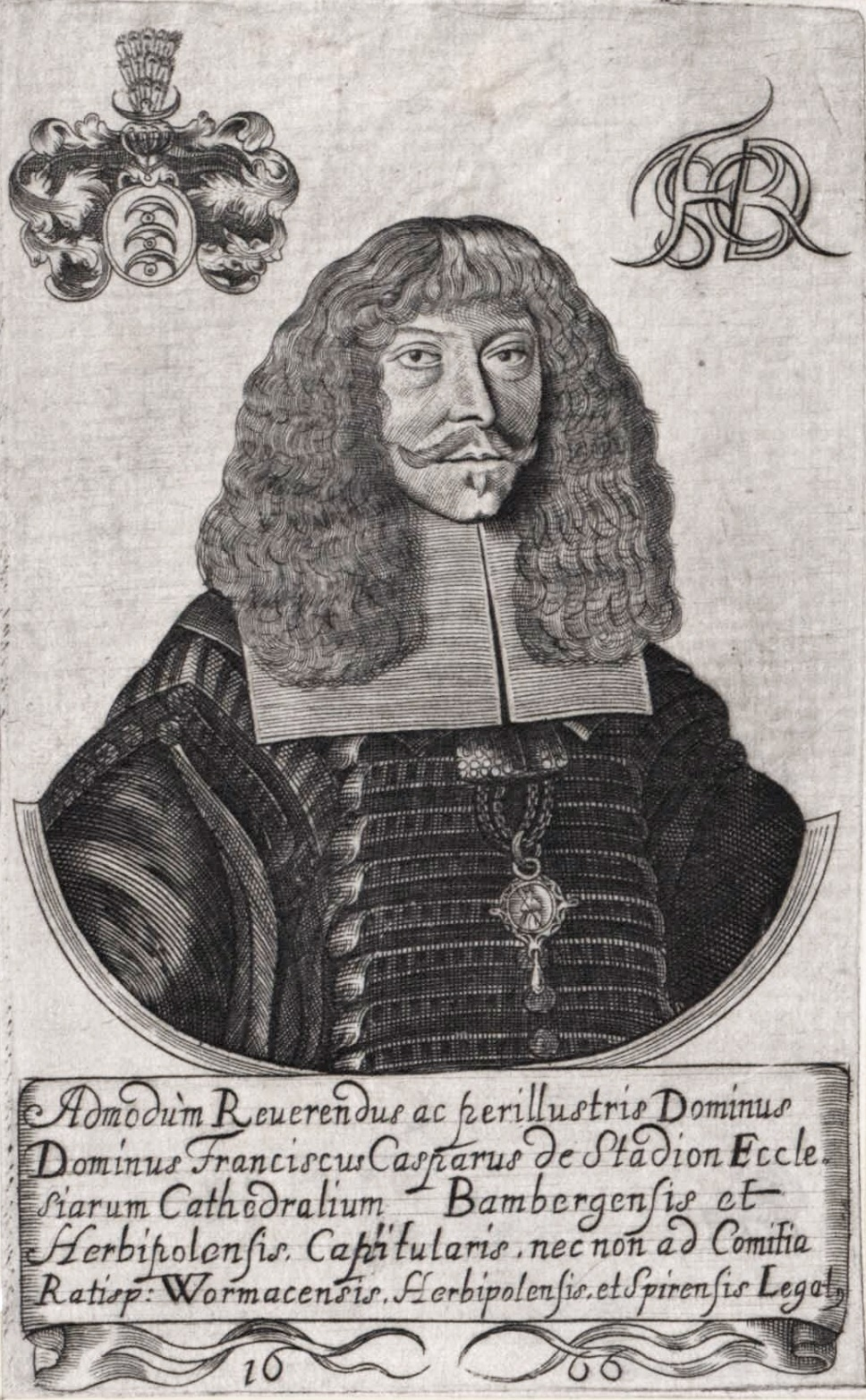
Franz Kaspar von Stadion

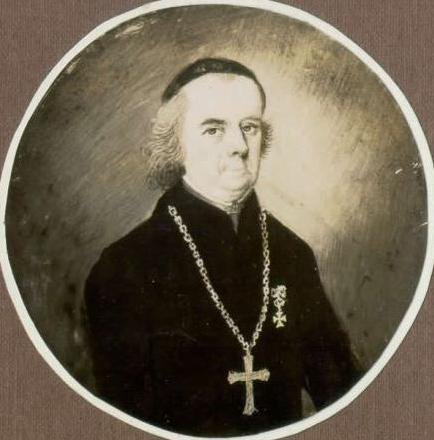
Franz Xaver Kuttnar

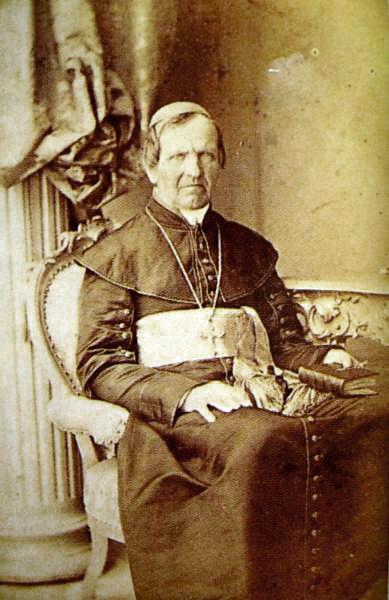
Anton Martin Slomšek, sel.

- Konrad I. von Fohnsdorf (1285–1291)
- Heinrich von Helfenberg (1291–1299)
- Wulfing von Stubenberg (1299–1304)
- Werner (1304–1316)
- Dietrich Wolfhauer (1317–1332)
- Heinrich I. Krafft (1332–1338)
- Heinrich II. von Leis (1338–1342)
- Heinrich III. (1342–1356)
- Peter Kröll von Reichenhall (1357–1363)
- Heinrich IV. Krapff (1363–1387)
- Ortolf von Offenstetten (1387–1391)
- Augustin (1389–1391)
- Nikolaus von Unhoscht (1391 providiert, Amt nicht angetreten, nicht geweiht)
- Konrad II. Torer von Törlein (1391 als Verweser, Bischof 1397–1406)
- Ulrich II. (1408–1411)
- Wolfhard von Ehrenfels (1411–1421)
- Friedrich Deys (1421–1423)
- Lorenz von Lichtenberg (1424–1432)
- Hermann von Gnas (1433–1436)
- Lorenz von Lichtenberg (1436–1446)
- Theobald Schweinpeck (1446–1462), Bestätigung des Titels Fürstbischof durch Kaiser Friedrich III.
- Rudolf von Rüdesheim (1463–1468)
- Johann I. von Roth (1468–1483), als Johannes IV. Fürstbischof von Breslau
- Georg I. (1483–1486)
- Erhard Paumgartner (1487–1508)
- Leonhard Peurl (1508–1536)
- Philipp I. Renner (1536–1555)
- Martin Herkules Rettinger von Wiespach (1556–1570)
- Georg II. Agricola (1570–1584)
- Georg III. Stobäus von Palmburg (1584–1618)
- Leonhard II. von Götz (1619–1640)
- Albert von Priamis (1640–1654), erbaute Loreto-Kapelle in St. Andrä
- Max Gandolf von Kuenburg (1654–1665)
- Sebastian Graf von Pötting (1665–1673)
- Franz I. Kaspar von Stadion (1673–1704), erbaute Loreto-Kirche in St. Andrä, erwarb das Schloss Kollegg und Reideben
- Johann II. Sigmund Graf von Kuenburg (1704–1708), danach Bischof von Chiemsee
- Philipp II. Karl Landgraf von Fürstenberg (1708–1718), vorher Domherr von Straßburg, Köln und Salzburg
- Leopold Anton Graf von Firmian (1718–1724), später Erzbischof von Salzburg
- Joseph I. Oswald Graf von Attems (1724–1744), später Vizedom von Friesach
- Virgilius Augustin Maria Freiherr von Firmian (1744–1753), übernahm die Dompropstei zu Salzburg
- Johann III. von Thurn-Valsassina (1754–1762), vorher Domherr zu Salzburg
- Joseph II. Franz Anton Graf Auersperg (1763–1772), schon mit 29 Jahren Bischof, wurde Bischof von Gurk
- Peter II. Graf von Thun, legte vier Wochen nach seiner Wahl sein Amt nieder, er war später Bischof von Trient
- Franz II. Graf Breuner (1773–1777), später Domdechant von Salzburg, 1786–1797 Bischof von Chiemsee
- Vinzenz Joseph Graf von Schrattenbach (1777–1790), wurde Dompropst in Salzburg
- Gandolf Ernst Graf Kuenberg (1790–1793), ließ die Loreto-Kirche im Inneren ausschmücken
- Vinzenz Joseph Graf von Schrattenbach (1795–1800), kam auf Bitten des Klerus nach St. Andrä zurück
- Leopold II. Maximilian Graf von Firmian (1800–1822), erste Verhandlungen über eine Verlegung des Bistums, wurde Erzbischof von Wien
- Ignaz Franz Zimmermann (1824–1843)
- Franz Xaver Kuttnar (1843–1846)
- Anton Martin Slomšek (1846–1862), 1859 Verlegung des Bischofssitzes nach Maribor
- Jakob Ignaz Maximilian Stepischnegg (1862–1889)
- Mihael Napotnik (1889–1922), letzter Fürstbischof
- Andrej Karlin (1923–1933), Bischof von Lavant
- Ivan Jožef Tomažič (1933–1949)
- Maksimilijan Držečnik (1949–1978), 1949 als Administrator der Diözese Lavant, 1960 Ernennung zum Diözesanbischof von Lavant. Mit der 1962 erfolgten Umbenennung der Diözese in „Diözese Maribor“ ab 1962 Bischof von Maribor.

(danach siehe das Erzbistum Maribor)